# Sharman Joshi
Pour les articles homonymes, voir Joshi.
Sharman Joshi (शर्मन जोशी, en hindi, શર્મન જોશી en gujarati), né à Bombay (Inde), le 28 avril 1979, est un acteur indien de cinéma et de théâtre. Il apparaît dans différentes productions en anglais, marathi, gujarati et hindi. Il est principalement connu pour ses rôles dans des films en hindi.

## Biographie
Sharman Joshi naît le 28 avril 1979, à Bombay (Inde), dans une famille gujarati d'acteurs de théâtre et de cinéma. Son père, sa sœur et ses cousins jouent au théâtre en gujarati. 
Il commence sa carrière cinématographique en 1999, dans le film expérimental Godmother. Celui-ci est suivi par Style (2001), réalisé par N. Chandra, qui décrit les pitreries de deux élèves dans une école. Il tourne également dans la suite de Style, Xcuse Me (2003), et dans d'autres comédies, comme Shaadi No. 1 (2005).
En 2006, il joue dans Rang De Basanti et dans le film de comédie Golmaal. En 2007, il apparaît dans les films Life in a Metro, Dhol et Raqeeb.  L'année suivante, on le retrouve dans le personnage de Shyam, dans Hello, l'adaptation cinématographique du roman de Chetan Bhagat (hi), One Night @ the Call Center. Il y joue le rôle d'un jeune homme travaillant dans un centre d'appel et dont l'emploi est menacé par une compression de personnel. Sharman Joshi interprète également le principal rôle masculin dans le film Sorry Bhai!, en 2008. 
Cette même année, il passe trois semaines dans le Ladakh, pour le tournage du film 3 Idiots, adapté du roman de Chetan Bhagat Five Point Someone, publié en 2004. Le film, dont il est l'un des trois personnages principaux, sort en 2009. Réalisé par Rajkumar Hirani, sur un scénario d'Abhijat Joshi, et produit par Vidhu Vinod Chopra, le film atteint une recette record, pour un film de Bollywood. 19 jours après sa sortie, en Inde, aux États-Unis, au Moyen-Orient, au Pakistan, en Australie, en Afrique du Sud, au Kenya et aux Fidji, elle s'élève à 47 600 000 € (3 150 000 000 Rs).
En 2009, il fait ses débuts à la télévision, en présentant un jeu télévisé appelé PokerFace: Dil Sachcha Chehra Jhootha, à Real T.V., basé sur le jeu télévisé britannique PokerFace. En mars 2011, il signe, avec la firme PepsiCo, un contrat de 8 000 000 € (50 000 000 Rs), pour deux ans, pour le tournage de deux publicités télévisées pour la boisson 7UP. Il y remplace le personnage de dessin animé Fido Dido. Les deux films sont tournés par Rajkumar Hirani.

## Distinctions
Sharman Joshi est sélectionné deux fois au Filmfare Award, en 2007, pour le prix du meilleur acteur comique, pour son rôle de Laxman, dans Golmaal, et en 2010, pour celui du meilleur second rôle, avec celui de Raju Rastogi, dans 3 Idiots, qui lui vaut, cette même année, le prix du meilleur second rôle de l'IIFA, à Colombo (Ceylan).

## Engagement social
Sharman Joshi participe, le 7 mars 2010, à la remise des prix lors du Lavasa Women's Drive, une action contre le cancer du sein chez la femme.

## Famille
Sharman Joshi est marié avec Prerna Chopra, fille de l'acteur Prem Chopra. Ils ont (2012) trois enfants, une fille, Khyana, née le 12 octobre 2005, et deux garçons jumeaux, Rehan et Varryan, nés en juillet 2009. La sœur de Sharman Joshi, Mansi Joshi, apparaît dans de nombreuses séries télévisées. Le beau-frère de Sharman Joshi est Rohit Roy.

## Filmographie

### Acteur
- 1999 - Godmother, film expérimental - Karsan.
- 2001 - Lajja - Prakash.
- 2001 - Style, de N. Chandra - Bantu/Rose Mary Marlowe.
- 2001 - Urf Professor, film vidéo - Raju/Raj, Saxena.
- 2003 - Kahan Ho Tum - Rakesh Kumar.
- 2003 - Xcuse Me - Bantu.
- 2005 - Shaadi No. 1, comédie - Aryan.
- 2006 - Rang De Basanti (रंग दे बसंती), de Rakeysh Omprakash Mehra, avec Aamir Khan, Soha Ali Khan, Siddharth, Kunal Kapoor, Atul Kulkarni et Alice Patten - Lauréat du prix du meilleur film au Filmfare Awards 2007, le 25 février 2007, à Bombay (Inde) - Sukhi, Rajguru.
- 2006 - Golmaal, comédie, avec Ajay Devgan et Tusshar Kapoor - Laxman.
- 2007 - Life in a... Metro (लाइफ़ इन अ... मेट्रो), d'Anurag Basu, avec Shilpa Shetty, Shiney Ahuja, Kay Kay Menon, Konkona Sen Sharma, Irrfan Khan, Dharmendra, Kangana Ranaut et Nafisa Ali - Rahul.
- 2007 - Raqeeb (रकीब) - Siddharth « Sidhu » Verma.
- 2007 - Dhol (ढोल) - Tiwari Pankaj, alias Pakkiya, « Jai » Jaiwardhene.
- 2008 (10 octobre) - Hello, d'Atul Agnihotri, avec Isha Koppikar, Sohail Khan, Gul Panag, Amrita Arora, Dilip Tahil, Suresh Menon, Salman Khan et Katrina Kaif - Shyam, Sam.
- 2008 (28 novembre) - Sorry Bhai!, avec Shabana Azmi, Boman Irani et Sanjay Suri - Siddharth N. Mathur.
- 2009 (25 décembre) - 3 Idiots, de Rajkumar Hirani, avec Aamir Khan, R. Madhavan, Boman Irani, Omi Vaidya, Parikshit Sahni et Kareena Kapoor - Raju Rastogi.
- 2010 (19 février) - Toh Baat Pakki! - Rahul Saxena.
- 2010 (12 novembre) - Allah Ke Banday - Vijay Kamble.
- 2012 (27 avril) - Ferrari Ki Sawaari, de Rajesh Mapuskar, avec Deepika Padukone - Rusy.

### Chanteur
- 2009 - 3 Idiots - Chanson Give me some sunshine.